# Ganda (peuple)
Pour les articles homonymes, voir Ganda.
Ne doit pas être confondu avec Ga'anda (peuple).
Les Ganda ou Baganda (au singulier : Muganda) sont une population d'Afrique de l'Est, vivant principalement en Ouganda dans le royaume du Buganda, mais également en Tanzanie et au Kenya.

## Ethnonymie
Selon les sources et le contexte, on rencontre plusieurs formes, telles que : Baganda, Buddu, Gandas, Luganda, Ouaganda, Waganda. Les principales formes retenus sont Ganda, Baganda, voire Waganda,.

## Histoire
Le peuple Ganda s'est structuré administrativement et politiquement au début du XIXe siècle autour du Kabaka (« roi »), qui détenait également l'autorité religieuse et le pouvoir judiciaire. Ayant une administration efficace et une armée préparée, le royaume du peuple Ganda ne cessa de s'étendre. Leur pouvoir continua de croître à l'arrivée des britanniques en étant les premiers de la région à se ranger à leur côté, puis en conservant un statut spécial après leur départ du protectorat de l'Ouganda. Leur régime royal disparut en 1966 avant de réapparaître, affaibli, en 1993.

## Population
Les Ganda vivent sur la rive nord et nord-ouest du lac Victoria, en Ouganda, dans la zone la plus fertile du pays,. Grâce aux cultures de bananes, de coton et de café, ainsi qu'à leur histoire — le protectorat de l'Ouganda ayant été établi sur leur territoire — ils ont un niveau de vie plus élevé que les autres populations du pays,. La population Ganda compte une cinquantaine de clans.
Lors du recensement de 2002, c'était de loin le groupe ethnique le plus représenté en Ouganda, avec 16,9 % de la population.
Les Ganda parlent le luganda, une langue bantoue,. Le nombre de locuteurs est estimé à 5,6 millions lors du recensement de 2014. L'anglais est également utilisé.

## Culture

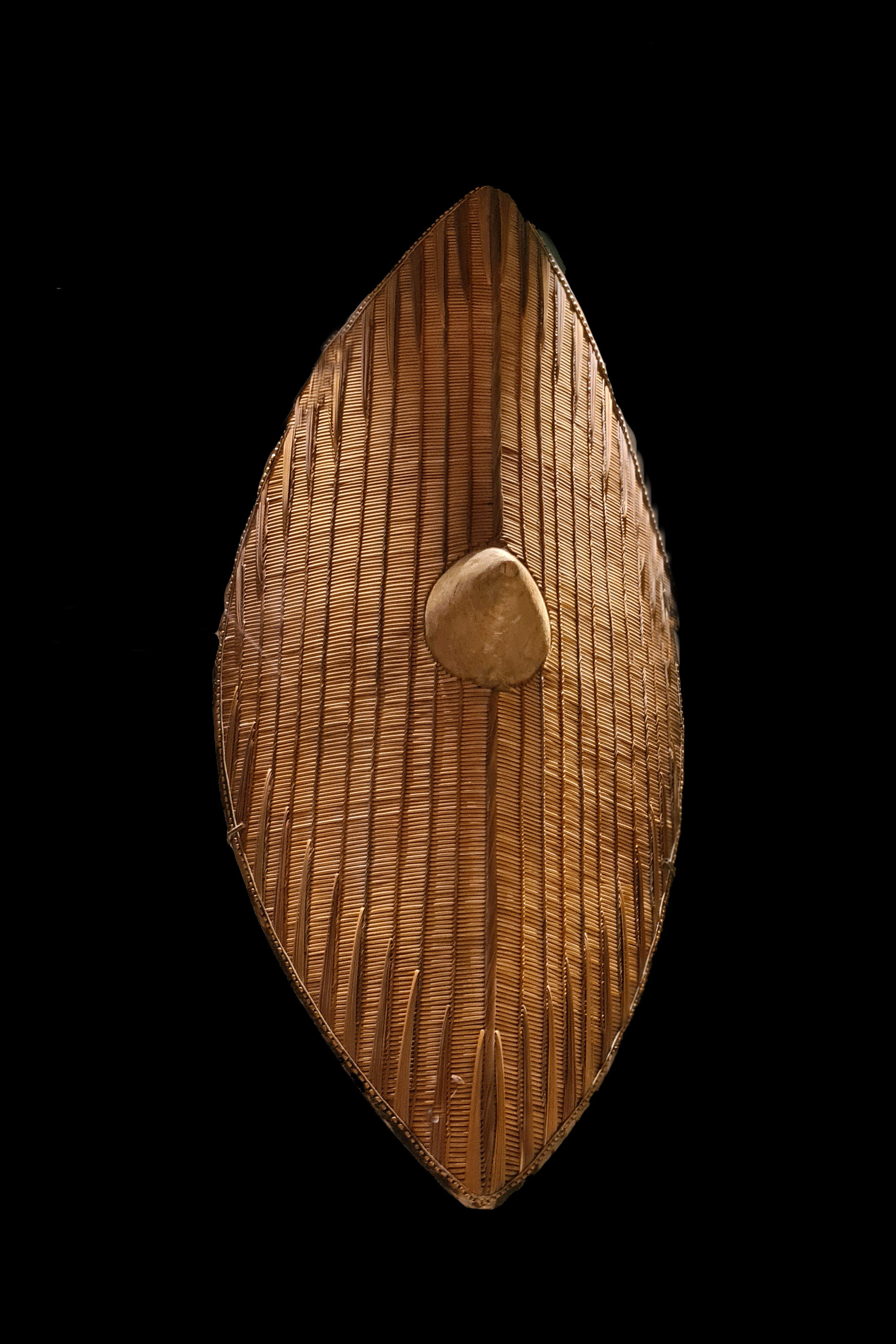
Bouclier (British Museum).

Dans la culture baganda, l'origine de l'humanité est expliquée par le mythe de Kintu, le premier homme, et de son épouse Nambi.
Chaque clan vénère traditionnellement un ou plusieurs animal-totem, entraînant notamment des interdits alimentaires,. Au XXIe siècle la plupart des Ganda se sont convertis au christianisme, ce qui n'empêche pas les traditions ainsi que la polygamie de perdurer.
L'endongo est l'instrument national du peuple Ganda.

### Discographie
- (en) Royal Court Music from Uganda (Ganda, Nyoro, Ankole), Sharp Wood Productions, 1998 (enregistrement 1950-1952)
- (en) Regional anthology. Uganda (Ganda & Soga) (enregistrement Hugh Tracey), Kaleidophone, Traditional Music Documentation Project, Washington D.C., 1972 (cassette audio)